# Sphenoraia javana
Sphenoraia javana es una especie de insecto coleóptero de la familia Chrysomelidae.
Fue descrita científicamente en 1819 por Wiedemann.